# سكوت تايلور (لاعب كرة قاعدة)
سكوت تايلور (بالإنجليزية: Scott Taylor) هو لاعب كرة قاعدة أمريكي، ولد في 2 أغسطس 1967 في ديفايانس في الولايات المتحدة.

## وصلات خارجية
- سكوت تايلور على موقع دوري كرة القاعدة الرئيسي (الإنجليزية)
- سكوت تايلور على موقعبيزبول رفرنس.كوم (الدوري الرئيسي) (الإنجليزية)
- سكوت تايلور على موقعبيزبول رفرنس.كوم (الدوري الثانوي) (الإنجليزية)